# Parafia św. Stanisława Biskupa i św. Władysława w Wilnie
Parafia św. Stanisława Biskupa i św. Władysława w Wilnie – rzymskokatolicka parafia znajdująca się w Wilnie, w archidiecezji wileńskiej w dekanacie wileńskim I. Parafia katedralna tej archidiecezji.
Kościoły na terenie parafii:
- bazylika archikatedralna św. Stanisława Biskupa i św. Władysława w Wilnie – archikatedra i kościół parafialny
- kościół św. Jana Chrzciciela i św. Jana Apostoła i Ewangelisty w Wilnie – kościół w zespole gmachów Uniwersytetu Wileńskiego
- kościół św. Krzyża – dawniej kościół bonifratrów, obecnie sióstr niepokalanek.
- Sanktuarium Miłosierdzia Bożego w Wilnie
- katedra polowa Ordynariatu Polowego na Litwie.

Msze święte odprawiane są w językach: litewskim (wszędzie), łacińskim (katedra i kościół św. Krzyża), polskim (Sanktuarium Miłosierdzia Bożego) i francuskim (Sanktuarium Miłosierdzia Bożego).